# Antonia Gómez de Orga
Antonia Gómez (València, 1715-1780), viuda de Orga i ama d'una de les impremtes més famoses de la ciutat de València al segle xviii.
Fou filla de l'impressor Manuel Gómez, de qui va aprendre el negoci. Es va a casar amb l'aragonés Joseph de Orga, qui s'havia format en l'estranger i que havia sigut tipògraf dels Bordazar (els millors del moment); era hàbil en la creació d'estampes i amic d'intel·lectuals com Gregori Maians i Siscar. Marit i esposa van obrir la seua pròpia impremta a Madrid, aconseguint ser els impressors del Mercurio Histórico y Político, el diari més important de l'època. Però la mort de Joseph en 1756 va desestabilitzar la llar i el negoci, i pocs anys després, Antònia va haver de tornar a la seua València natal, amb els seus quatre fills, a causa dels deutes contrets.

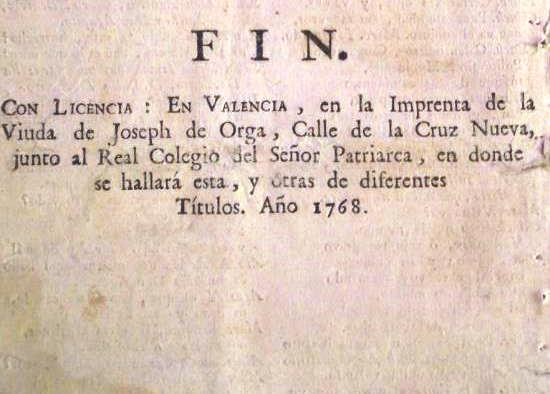
Impressors de València

Amb l'ajuda de la seua família i del que va poder salvar, fundà una nova impremta al costat del  Reial Col·legi del Patriarca i pròxim a la Universitat Literària, al carrer de la Creu Nova.

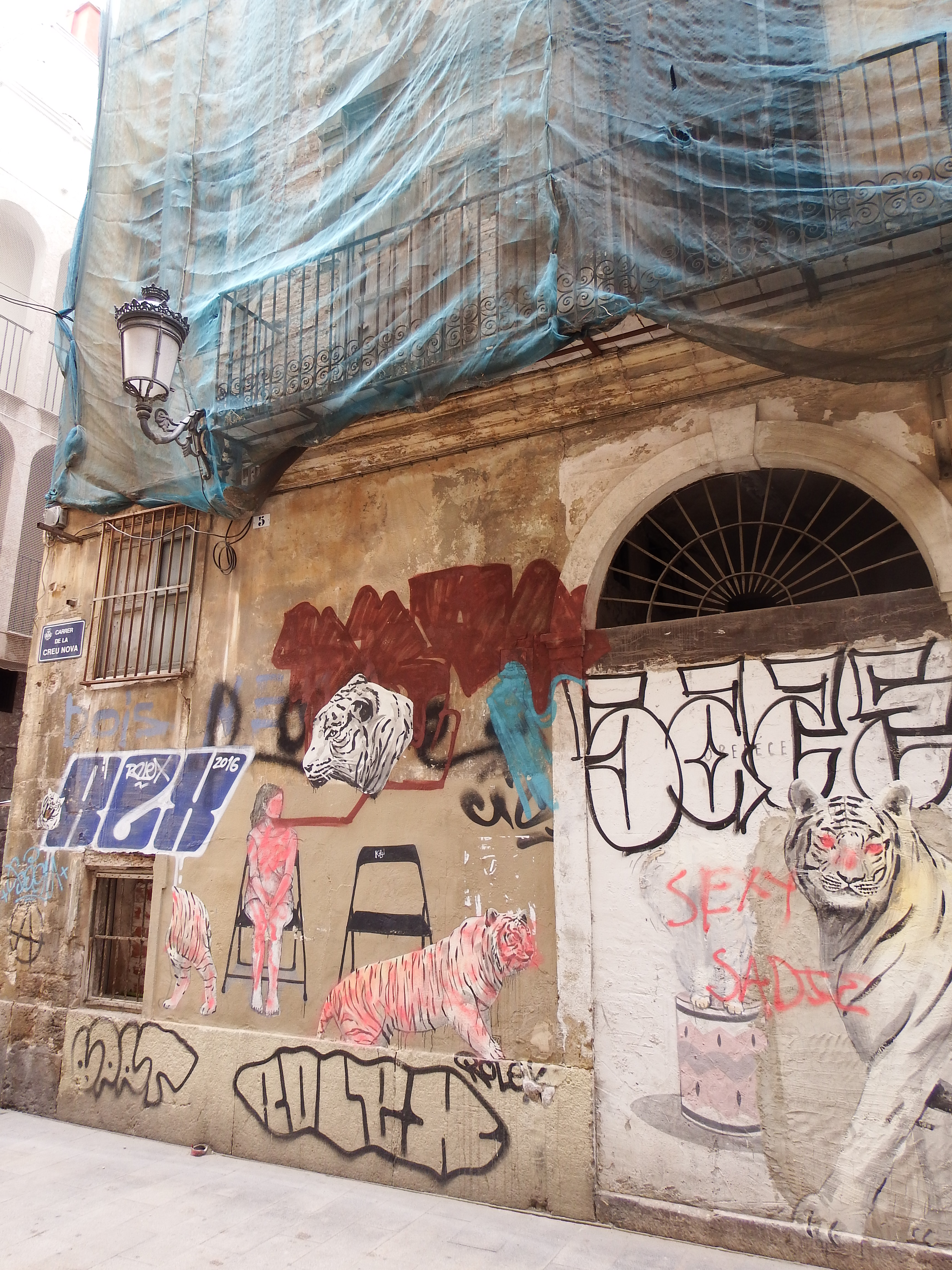
Façana de la casa on estava la imprenta d'Antonia Gómez Orga

Aprofitant l'oberturisme que va caracteritzar Carles III a favor de la Il·lustració a Espanya, va obtindre un gran èxit a causa de la seua clara visió comercial perquè va enfocar la seua producció cap a obres per al gran públic, com clàssics llatins o les comèdies teatrals de Pedro Calderón de la Barca, Lope de Vega i altres autors insignes de gran popularitat en el xviii, que eren venudes tant per llibreters ambulants com per xicotets establiments com Carsí, Donday, Fuster… fins a la més gran que va ser la de Minguet.
Tot això sense abandonar la gran qualitat dels seus gravats que li permetien realitzar autèntiques obres d'art, com les calcografies del III Centenari de Sant Vicent Ferrer o imprimir les prestigioses col·leccions d'editors il·lustrats valencians, com Joan Batiste Muñoz.
Va morir el 1780 i el negoci passà a ser regentat pels seus fills, Joseph i Tomás de Orga, dinastia que, junt amb els Monfort i els Bordazar, foren els més destacats en eixa ciutat durant el segle xviii.

## Mostrari de llibres impresos
- Arte de andar a cavallo: dividido en tres partes..., de Francisco Pascual Bernad (1757)
- Primero es la honra, de Agustín Moreto (1761).
- La vida es sueño, de Calderón de la Barca (1761).
- Adición al compendio de arte de Canto llano, de Pedro de Villasagra (1766).
- Primus tomus CONCIONUM de tempore, cuae a prima…, Fra Luis de Granada (1766).
- Rethorica Ecclesiae, de Fra Luis de Granada (1768) edició de Joan Batiste Muñoz o Iohan Bautista Munnioz.
- Lógica, de Luís António Verney (1769) segons edició de Joan Batiste Muñoz.
- Terenciano o Arte Métrica, de Gregori Mayans (1770).

Com a anècdota, en la biblioteca particular d'Antoni Josep Cavanilles i Palop hi havia un eixemplar de la Biblia vulgata de Felipe Scío de San Miguel, traduïda al castellà i impressa per Joseph y Thomas de Orga, els fills d'Antonia Gómez.